# Gerrit Kuijt

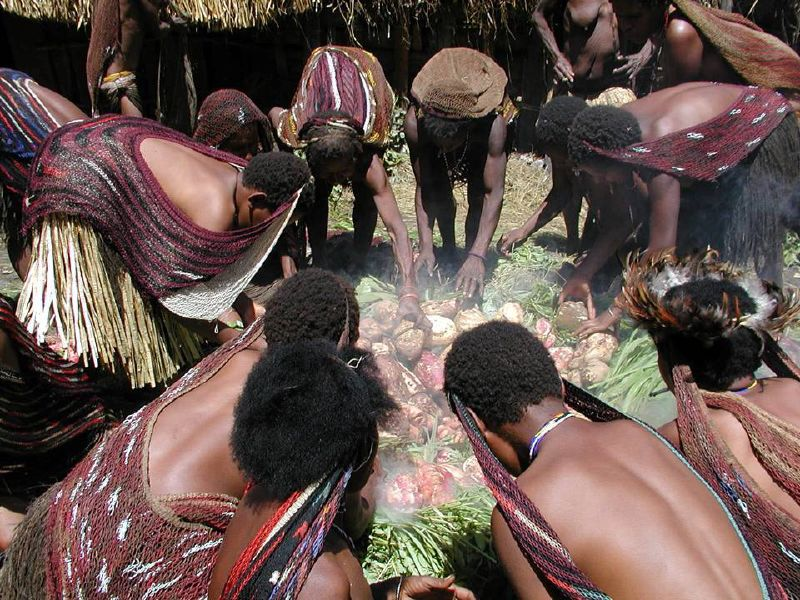
Bewoners van de Baliemvallei

Gerrit Kuijt (22 mei 1933 - 20 augustus 2000) was de eerste zendingspredikant die door de Gereformeerde Gemeenten werd uitgezonden.
Kuijt groeide op in Katwijk aan Zee en volgde de predikantenopleiding aan de Theologische School van de Gereformeerde Gemeenten in Rotterdam. Op 15 februari 1962 vond in Rotterdam voor meer dan 4000 aanwezigen de uitzendingsdienst plaats van de eerste zendelingen, die door de Gereformeerde Gemeenten werden uitgezonden naar het toenmalige Nederlands-Nieuw-Guinea. Met Diny Sonneveld en het onderwijzersechtpaar Ten Voorde vertrok hij met het de MS Oranje naar het toen nog deels in de steentijd levende volk. Kuijt ging werken in een vallei in het binnenland, die door Amerikaanse piloten Pass Valley werd genoemd. Er was veel nieuwsgierigheid onder de bewoners en er ontstond een kerkelijke gemeente. In 1969 werden de eerste mensen gedoopt. Vanuit de eerste gemeente in Koserek werden nieuwe gemeenten gesticht in Abenaho, Landikma en Nipsan. Deze laatste post werd in 1974 verwoest, waarbij 13 doden vielen. De zendingswerkers werden opgegeten door de overvallers.
In 1986 werden de gemeenten verenigd in een kerkverband, wat toen Gereja Jemaat Protestan di Irian werd genoemd. Op 1 februari 1991 ging ds. Kuijt om gezondheidsredenen met emeritaat, waarna hij vertrok naar het Canadese Chilliwack. Daar verleende hij enige jaren voor de helft van de tijd bijstand in prediking en pastoraat in de Netherlands Reformed Congregations. In 1996 ging ds. Kuijt op het Indonesische eiland Bali vrijwilligerswerk doen onder verantwoordelijkheid van de Stichting De Ondergrondse Kerk. Dit initiatief werd niet gesteund door het zendingsdeputaatschap van de Gereformeerde Gemeenten.
Over Kuijt verscheen een biografie, genaamd Al ’t heidendom Zijn lof getuigen. Uit het werk van Gerrit Kuijt is het kerkgenootschap Gereja Jemaat Protestan di Indonesia ontstaan.